# Gracilornis
Gracilornis es un género extinto de ave primitiva de principios del Cretácico (era del Aptiense). Era una enantiornite de la familia de los catayornítidos que vivió en lo que ahora es el oeste de la provincia de Liaoning, China. Es conocida a partir de un cráneo casi completo y el esqueleto, que fueron encontrados en la Formación Jiufotang, en Chaoyang. Fue nombrado y descrito por Li Li y Hou Shilin en 2011 y la especie tipo es Gracilornis jiufotangensis. El nombre del género se deriva del Latín gracilis, "delgado, grácil" y el griego ornis, "ave", y se refiere a su esqueleto delgado. El nombre de la especie se debe a la Formación Jiufotang, en la cual el holotipo fue recolectado.